# Pertef Kruja
Pertef Kruja (ur. 5 stycznia 1921 w Szkodrze, zm. 11 lutego 2004 w Tiranie) – albański nauczyciel i tłumacz.

## Życiorys
Uczył się w szkole podstawowej oraz średniej w rodzinnej Szkodrze. W 1940 roku rozpoczął studia politologiczne na Uniwersytecie Rzymskim „La Sapienza”, których nie ukończył; w wakacje 1943 roku odwiedził Albanię, jednak kontynuacja studiów okazała się niemożliwa ze względu na ówczesną sytuację Włoch, w tym kapitulację.
Po II wojnie światowej został stałym korespondentem czasopism Drita oraz Tomorri. W 1946 rozpoczął karierę nauczyciela w Kavajë, a dwa lata później zaczął nauczanie w gimnazjum 16 Shtatori w Durrës; w 1961 roku przerwał nauczanie, gdyż został dyrektorem miejskiej biblioteki.
W 1966 roku ukończył studia na Wydziale Filologicznym Uniwersytetu Tirańskiego, został następnie wykładowcą na Uniwersytecie w Durrës. Przeszedł na emeryturę w 1991 roku.

## Tłumaczenia
Pertef Kruja przetłumaczył na język albański Liryki i ballady Johanna Wolfganga von Goethego. Wśród przetłumaczonych przez niego utworów znajdują się także Siódmy krzyż Anny Seghers oraz Dziennik Anne Frank.

## Twórczość[1]
- Endërra e Pjeter Hilës (1997)
- Brezi Krahëthyer (2000)